# 內勒茲卡

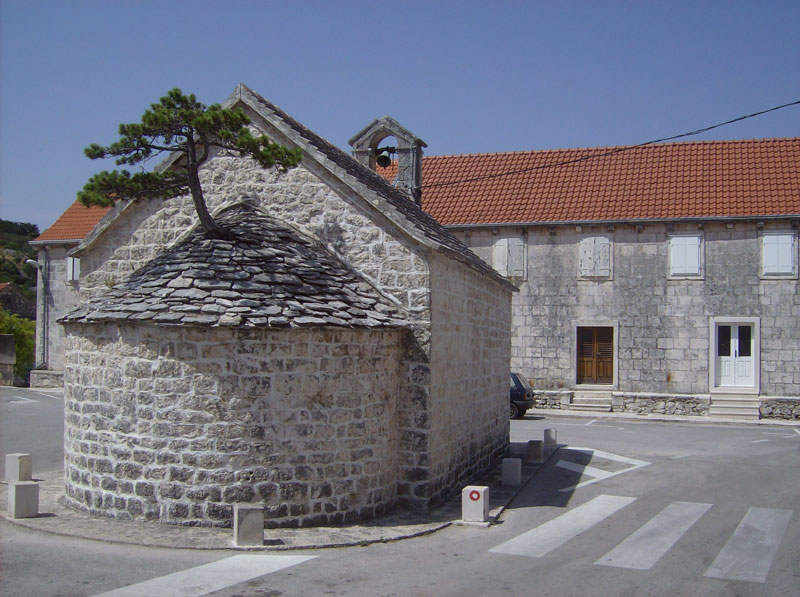
鎮中心的禮拜堂

內勒茲卡（Nerežišća）是位於克羅埃西亞布拉奇島上的一個村莊，據2001年人口普查，內勒茲卡有人口868人，其中98%是克羅埃西亞人。在歷史上內勒茲卡曾是島上的中心城鎮。